# Sanct Svithun (Schiff, 1950)

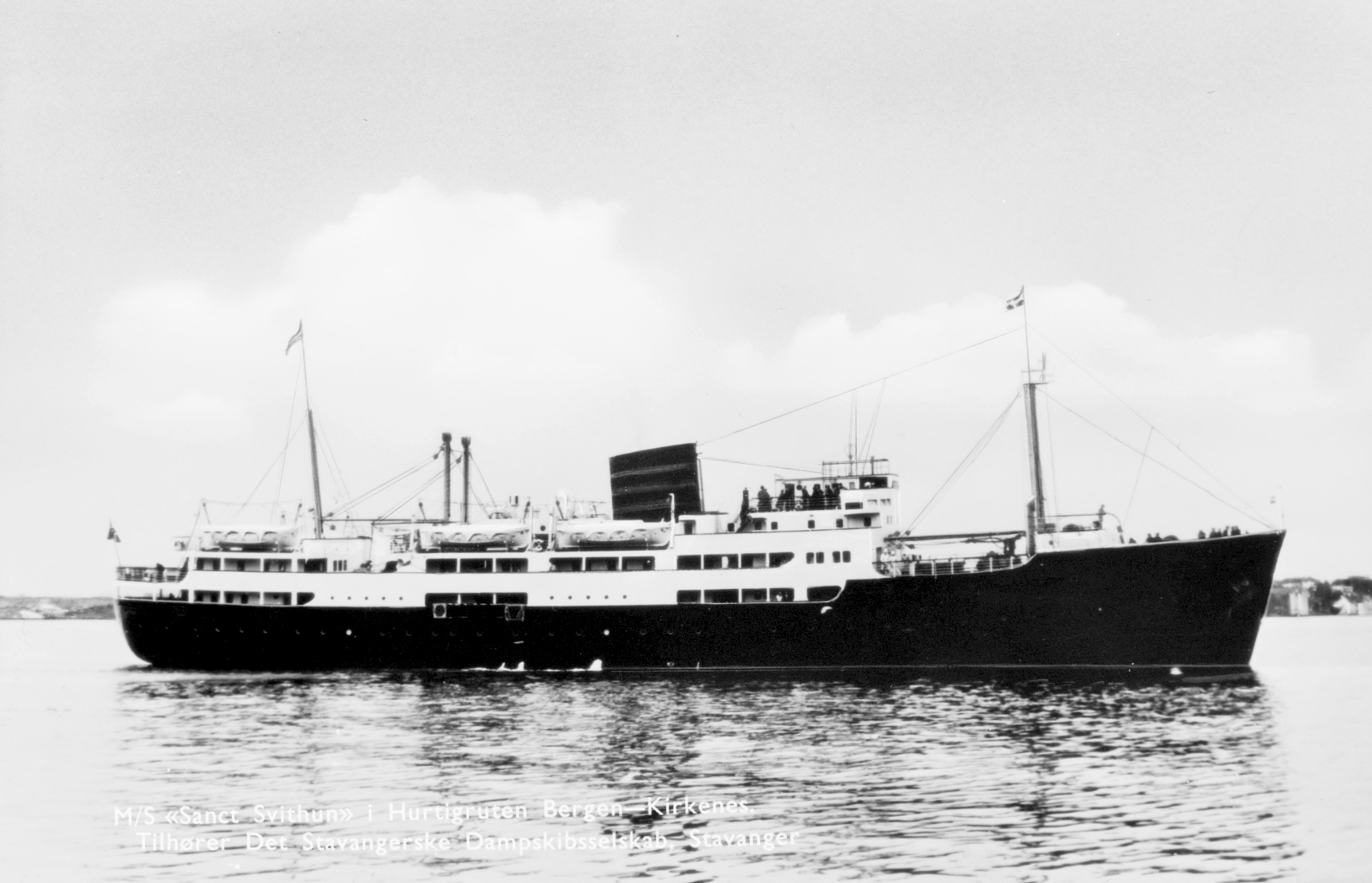
Sanct Svithun

Die Sanct Svithun war ein norwegisches Postschiff, das von 1950 bis 1962 auf der Hurtigruten entlang der Küste Norwegens im Linienverkehr eingesetzt war. Die Sanct Svithun lief am 21. Oktober 1962 zwischen Trondheim und Rørvik im Seegebiet der Folda auf Grund und sank. Der Untergang der Sanct Svithun, bei dem 41 Menschen ihr Leben verloren, gilt als das größte Unglück, das die Hurtigruten in Friedenszeiten traf.

## Das Schiff

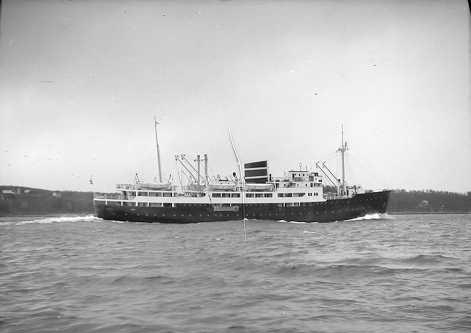
Das Schwesterschiff Erling Jarl

Das Schiff wurde, wie auch seine Schwesterschiffe Erling Jarl, Midnatsol und Vesterålen, im Jahr 1950 bei der Werft Cantieri Riuniti dell' Adriatico in Ancona (Italien) gebaut. Es war 80 Meter lang, 12,60 Meter breit und hatte einen Tiefgang von 4,50 Metern. Das Schiff war mit 2.095 BRT vermessen, lief eine normale Fahrt von 15 Knoten und eine Spitzengeschwindigkeit von 17 Knoten. Es verfügte über eine Achtzylindermaschine von Fiat, die 2500 PS leistete. Der Kaufpreis betrug etwas über 10 Millionen Norwegische Kronen. Es war für 450 Passagiere zugelassen. Das Schiff hatte 77 Betten in der ersten Klasse und 108 Betten in der zweiten Klasse. Alle Kabinen waren mit kaltem und warmem Wasser ausgestattet. Das Schiff konnte vier Kraftfahrzeuge transportieren, die mittels Kran auf das Vordeck gehoben wurden.
Von ihren drei Schwesterschiffen unterschied sich die Sanct Svithun äußerlich durch das Reedereizeichen (drei rote Ringe um den schwarzen Schornstein) und das Reedereiwappen am Bug. Die Besatzung bestand aus 47 Personen. Das Schiff wurde von der Reederei Det Stavangerske Dampskibsselskap (DSDS) aus Stavanger bereedert. Der Stapellauf fand am 18. Mai 1950 statt. Am 25. Mai 1950 wurde das Schiff an die DSDS abgeliefert und traf am 7. Juni 1950 in Stavanger ein. Am 8. Juni 1950 begann es seine erste Fahrt auf der Hurtigrute. Im Januar 1952 lief das Schiff in der Risøyrenne (ein enger Sund bei Risøyhamn) auf Grund. Es konnte aus eigener Kraft freikommen, musste aber nach Beendigung der Rundtour in Bergen zur Reparatur in die Werft. Am 1. Mai 1952 kam es bei Brønnøysund erneut zu einer leichten Grundberührung. Im Jahr 1961 wurde das Schiff umgebaut.

## Der Name
Bei der Sanct Svithun handelt es sich um das zweite Schiff der Reederei DSDS dieses Namens auf der Hurtigrute.
Beiden Schiffen mit diesem Namen war jedoch kein glückliches Schicksal beschieden: Die erste Sanct Svithun aus dem Jahr 1927 sank am 30. September 1943 gegen 19:00 Uhr zwischen Ålesund und Havda nach einem Angriff britischer Bomber. Von 123 Passagieren und Mannschaftsmitgliedern an Bord starben 47 Menschen. Nach dem Untergang der zweiten Sanct Svithun trug nie wieder ein Hurtigrutenschiff diesen Namen.
Namensgeber war Swithin von Winchester, ein vor allem im nordeuropäischen Raum verehrter Heiliger der römisch-katholischen und anglikanischen Kirche und Schutzheiliger von Stavanger.

## Das Unglück
Am 21. Oktober 1962 um 13:00 Uhr verließ die Sanct Svithun Trondheim nordgehend mit einer Stunde Verspätung. Es herrschte regnerisches Wetter mit starkem Wind und starkem Seegang. Das Schiff fuhr den vorgeschriebenen Weg vorbei am Leuchtturm Buholmråsa (64° 24′ 6″ N, 10° 27′ 10″ O), den es um 19:55 Uhr passierte. Um diese Zeit war Wachablösung auf der Brücke. Zu diesem Zeitpunkt hätte der Kurs von 350 Grad auf 35 Grad geändert werden müssen, doch das Schiff steuerte einen Kurs von 342 Grad und fuhr so auf das offene Meer hinaus. Eine Stunde später änderte das Schiff den Kurs auf 335 Grad. Um 21:00 Uhr kam der Kapitän auf die Brücke, der Rudergänger wurde abgelöst. Um 21:12 Uhr wurde der Befehl „Langsame Fahrt“ gegeben. Der Kurs wurde nun auf 35 Grad geändert, vermutlich weil der Kapitän den Leuchtturm Nordøyan (64° 47′ 54,4″ N, 10° 32′ 51″ O), in dessen Nähe sich das Schiff befand, für den Leuchtturm Grinna (64° 45′ 15,4″ N, 10° 58′ 34,3″ O), der die Einfahrt nach Rørvik, dem Zielhafen dieser Etappe, markiert, hielt. Um 21:55 Uhr lief die Sanct Svithun an einer Schäre auf Grund (Position 64° 45′ 57″ N, 10° 26′ 7″ O).
Unmittelbar nach der Grundberührung wurden Leuchtraketen abgeschossen, Alarmsignale gegeben und ein Notruf über Funk abgesetzt. Wegen Schwierigkeiten mit der Frequenz wurde aber erst um 22:04 Uhr Kontakt hergestellt. Auf Grund des durch den falschen Kurs hervorgerufenen Irrtums über die Position des Schiffs meldete der Funker, das Schiff befinde sich beim Leuchtturm Grinna, obwohl sich das Schiff bei dem 18 Seemeilen entfernten Leuchtturm Nordøyan befand. Hierdurch wurden die Rettungsmaßnahmen erheblich erschwert.
Um 22:45 Uhr fiel an Bord der Sanct Svithun der Strom aus, die Lichter erloschen, Radio und Funkgerät arbeiteten nicht mehr. Um 23:10 Uhr sank das Schiff. Von den insgesamt 89 Personen an Bord (47 Mann Besatzung, 2 Postbedienstete, 40 Passagiere) verloren 41 Menschen ihr Leben. 48 Personen konnten bei den Rettungsmaßnahmen, an denen sich außer zahlreichen Fischerbooten das südgehende Hurtigrutenschiff Ragnvald Jarl beteiligte, gerettet werden.
Die Ursache der Katastrophe ist bis heute nicht geklärt. Vermutet wird, dass zwischen dem Lotsen und dem Rudergänger ein Missverständnis über den richtigen Kurs bestand. Möglicherweise hatte der Rudergänger die Befehle „42 Grad“ und „35 Grad“ missverstanden als „342 Grad“ und „335 Grad“. Hinzu kommt wahrscheinlich, dass die Offiziere den Kompass nicht ordnungsgemäß kontrolliert hatten. Letzte Klarheit wird nie zu gewinnen sein, da alle Personen, die sich zu der fraglichen Zeit auf der Kommandobrücke aufhielten und somit Auskunft hätten geben können, was sich dort zugetragen hatte – Kapitän, Lotse, Erster Steuermann und Rudergänger – bei dem Unglück ums Leben kamen.